# Leptotarsus (Longurio) brasiliae
Leptotarsus (Longurio) brasiliae is een tweevleugelige uit de familie langpootmuggen (Tipulidae). De soort komt voor in het Neotropisch gebied.